# Zgodovina Poljske v času dinastije Jageloncev
Dinastija Jageloncev je vladala Poljski in veliki kneževini Litvi v obdobju 1386–1572. Prvo polovico vladavine (15. stoletje) sta zaznamovala dva močna in dolgoživa monarha, Vladislav II. Jagielo  in Kazimir IV. Andrej, ki sta povzdignila moč države in ugled dinastije. Za drugo polovico vladavine (16. stoletje) pa je značilen razvoj poljskega parlamentarizma, t. j. postopno večanje politične moči srednjega in nižjega plemstva (šlahte) na račun zmanjševanja privilegijev visokega plemstva (magnatov) in omejevanja pristojnosti monarha. Tik pred koncem vladavine Jageloncev sta se kraljevina in velika kneževina, prej povezani le preko osebe monarha, tesneje povezali v Lublinsko unijo, ki so jo poimenovali Republika obeh narodov (Rzeczpospolita Obojga Narodów).

## Uvod
Poljski kralj Kazimir III. Veliki iz dinastije Pjastov ni imel zakonitega sina in je nasledstvo poljske krone prepustil svojemu nečaku ogrskemu kralju Ludviku I. Ta je dajal prednost ogrskemu kraljestvu in Poljska je postala v njegovem času (1370-82) kraljevina sekundarnega pomena. Poljskemu plemstvu to ni bilo všeč in po Ludvikovi smrti je, v nasprotju z njegovimi načrti, za poljsko kraljico izvolilo njegovo mlajšo hčer Jadvigo in jo začetkom leta 1386 poročilo z litvanskim velikim knezom Jagielom. Jagielo se je dal pred poroko krstiti po katoliškem obredu in je bil potem kronan za poljskega kralja Vladislava II. Odtlej je do leta 1572 Poljski vladala dinastija Jageloncev.
Jagielova matična dežela, velika kneževina Litva, je bila obremenjena s sporom med bratrancema Jagielom in Vitautasom. Njuna očeta Algirdas in Kęstutis sta složno vladala Litvi, s tem da je bil Algirdas veliki knez (1341-77). Po smrti je prestol zapustil sinu Jagielu, s čimer pa se ni strinjal stric Kęstutis in njegova družina. Državljanska vojna, ki se je iz tega izcimila, se je končala s smrtjo Kęstutisa, med tem ko je Kęstutisov sin Vitautas našel začasno zatočišče pri sicer sovražnih tevtonskih vitezih. Leta 1384 sta se bratranca prehodno pobotala. Kasneje sta se še večkrat razšla in spet pobotala.
V času združitve sta  kraljevina Poljska in velika kneževina Litva našli skupen interes v boju proti največjemu skupnemu sovražniku, Tevtonskemu viteškemu redu, in v ureditvi razmer v Rdeči Ruteniji, kjer so v času Ludvika I. zavladali Ogri. Poljsko duhovščino je privabljala tudi misel, da bodo v pretežno poganski Litvi z misionarskim delom prehiteli pravoslavje, ki se je že dolgo širilo iz sosednih ruskih kneževin. To se jim je potem tudi posrečilo.

## Vladavina Vladislava II. Jagiela
Monarhija, ki je nastala s personalno unijo kraljevine Poljske in velike kneževine Litve, je na vzhodu segala vse do bližine Moskve, vključevala nekdanjo rusko prestolnico Kijev in prostrane stepe proti jugovzhodu do Črnega morja. Te so bile skoraj nenaseljene in nad njimi je imela Litva bolj nazivno kot dejansko oblast. Monarhija je bila mnogoetnična in mnogoreligiozna in je bila sprva še vedno obremenjena s sporom med Jagielom in Vitautasom.

### Ureditev zunanjepolitičnih razmer
Jadviga in Jagielo sta se najprej lotila odpravljanja ogrskega vpliva. Iz Rdeče Rutenije sta odstranila ogrske posadke in od moldavskega vojvode Petra, ki je bil dotlej ogrska vazal, zahtevala, da se jima pokloni. Poljska-Litva je dobila dostop do bogate trgovine z orientom preko mest Kaffa (Feodosia na Krimu) in Akkerman (sedaj Belgorod-Dnestrovsky).
Leta 1387 je bila ustanovljena škofija v Vilni, od koder so misionarji širili katolicizem. Pripadniki katoliške verske skupnosti so dobili privilegiran položaj. Vzhodna litvanska prostranstva pa so ostala pod vplivom pravoslavja, ki se je širilo iz ruskih kneževin.
Spore z Vitautasom je Jagielo leta 1392 omilil tako, da mu je pustil, da v njegovem imenu samostojno vlada  v Litvi. Tedaj je Vitautas začel uresničevati svoj megalomanski načrt, ki naj bi Litvo spremenil v kraljevino. Razširiti jo je nameraval preko vse Rusije (s tem namenom se je že poročil s hčerko moskovskega velikega kneza Vasilija I.) in s pomočjo nekdanjega kana Zlate horde Tohtamiša (ki ga je bil mongolski kan Timur Lenk izgnal in se je zatekel v Litvo) dobiti tudi nadzor nad Tatari. Toda Vitautasov načrt je propadel že leta 1399, ko je mongolska vojska v bitki ob reki Vorksli uničila njegovo vojsko.
Leta 1399 je umrla Jadviga. Po njeni smrti je poljsko plemstvo še vedno priznavalo Jagiela za poljskega kralja; zahtevalo pa je poboljšanje še vedno neurejenih odnosov z Litvo. Leta 1401 je tako Jagielo priznal Vitautasa za vladajočega velikega kneza v Litvi; zase je ohranil vrhovni položaj. K dokončni ureditvi njunega odnosa in k složnosti so ju prav gotov prisilili tudi pereči odnosi z militantnim Tevtonskim viteškim redom.

### Vojne s Tevtonskim viteškim redom (1409-35)
Vstaja prebivalcev proti nemškim vitezom v pokrajini Žemaitiji (ki je kot klin delila ozemlje vitezov na dva dela) je pripeljala do vojne med Tevtonskim viteškim redom in Poljsko-Litvo (1409-11). V odločilni bitki pri Grunvaldu (1410), eni največjih bitk srednjega veka, je poljsko-litvanska vojska odločilno premagala vojsko nemških vitezov. V nadaljevanju pa ni uspela zavzeti njihovega glavnega mesta Malbork (Marienburg) in tako zamudila priložnost, da bi red dokončno uničila. Kljub temu je zlomila njegovo silno vojaško moč, ki se nikdar več ni povrnila. Mir v Torunju je prinesel Litvi vrnitev Žemaitije,  Poljski pa le manjše ozemeljske popravke. Kasneje je bilo še več medsebojnih spopadov in mirovnih dogovorov, ki pa se jih strani nista držali. Odnose s Tevtonskim viteškim redom so poskušali urediti tudi na koncilu v Konstanci, kjer je rektor krakovske akademije Paweł Włodkowic leta 1415 v razpravi, v kateri se je zavzemal za strpnost, kritiziral nasilne metode pokristjanjevanja in zagovarjal pravico poganov, da v miru živijo skupaj s kristjani. Sledili sta še dve vojni, 1421-22 z mirom v Melnu in 1432-35 z mirom v Brześć Kujawskem, vendar je red obdržal svojo posest.

### Drugi vzporedni dogodki
Leta 1412 je Jagielo pridobil 16 v glavnem nemških gorskih mest v Spiszu (južno od Visokih Tater) in s tem Poljakom zagotovil soudeležbo v pridobivanju rudnin na Zgornjem Ogrskem.
Leta 1413 je sporazum v Horodłi (ob Zahodnem Bugu) dopolnil prejšnje sporazume med Poljsko in Litvo. V Litvo je vpeljal državne institucije po zgledu Poljske. Litvansko katoliško plemstvo je dobilo enake pravice kot poljska šlahta; s tem je bilo povzdignjeno nad pravoslavne rutenske bojarje. Sporazum pomeni začetek polonizacije litvanskega plemstva.
Med husitksimi vojnami (1420-34) je bil Jagielo sprva husitom naklonjen. Husiti so mu ponudili prestol češkega kralja. Jagielo ponudbe zaradi silovitega nasprotovanja vplivnega krakovskega škofa Zbigniewa Oleśnickega ni mogel sprejeti. Pod škofovim pritiskom je leta 1424 v  Wieluńu celo izdal oster edikt naperjen proti pristašem husitov med poljskim nižjim plemstvom.
Jagielo je v Brześć Kujawskem (1425) in Jedlini (1430), podelil šlahti privilegije, poznane kot neminem captivabimus nisi jure victum (nikogar ne bomo zaprli brez sojenja).
Po smrti Vitautasa (1430) je kralj imenoval za litvanskega velikega kneza svojega najmlajšega še živečega brata Świdrygiełło. Vendar je ta v notranji in zunanji politiki deloval v nasprotju z interesi Poljske. Šele po Jagielovi smrti (1434) je Sigismundu Kęstutaitisu, Vitautasovemu bratu, uspelo na čelu litvanske opozicije in poljskih pomožnih čet prevzeti oblast v Litvi. Iz Świdrygiełłovega časa je ostala izenačenost pravic pravoslavnih bojarjev s katoliškimi plemiči.

## Vladislav III.
Vladislava II. je nasledil njegov desetletni sin Vladislav III. Vodenje države in politike je
v njegovem imenu prevzel očetov svetovalec in vplivni krakovski škof Zbigniew Oleśnicki. To je bil čas popolne premoči novih magnatov, v glavnem malopoljskih, ki so svojo gospodarsko in politično moč črpali iz Rdeče Rutenije in Podolja. Proti njim se je iz nezadovoljne šlahte in meščanstva izoblikovala aktivna opozicijska stranka pod vodstvom Spyteka iz Melsztyna, katere pripadniki so večinoma simpatizirali z idejami husitov iz sosednje Češke. Ob smrti češkega kralja Sigismunda Luksemburškega je ta stranka  vzpodbudila poljski dvor, da je predlagal princa Kazimirja, drugega sina Vladislava II., za kandidata za češki prestol in, kljub nasprotovanju Zbigniewa Oleśnickega, dvakrat vojaško posegel v dogajanja na Češkem. Istočasno se je husitom naklonjeni del šlahte združil v bojno zvezo zoper škofa. Gibanju so se pridružili tudi nezadovoljni kmetje, kar pa je vznemirilo viteze in mnoge med njimi odvrnilo od sodelovanja. V bitki pri Grotnikih ob Nidi (1439) je poljska vojska zatrla poskus poljske husitske vstaje, Spytek je padel; magnati so prisilili dvor, da je opustil svoje dinastične načrte, Oleśnicki se je znebil opozicije.
Leta 1440 je v Litvi prišlo do umora strogega kneza Sigismunda Kęstutaitisa in v Vilno je bil poslan trinastletni princ Kazimir, da bi kot kraljevi namestnik vladal v imenu svojega brata Vladislava III. A litvanski velikaši so ravnali po svoje; Kazimirja so povzdignili v velikega kneza in pretrgali personalno unijo s Poljsko. Ker je ravnokar umrl tudi ogrski kralj Albreht Habsburški, je škof  Oleśnicki dal prednost ponovni zvezi z Ogrsko. Tudi Ogrska, vse bolj ogrožena od Turkov, je potrebovala močno zavezništvo. Tako je leta 1440 prišlo v Budi, kljub odporu habsburške stranke, do Vladislavovega kronanja za ogrskega kralja Vladislava I. Mladi kralj se je pridružil diplomatskim in vojaškim načrtom protiturške koalicije papeža Evgena IV. Leta 1443 je izbojeval sijajno zmago proti Turkom na bolgarskem ozemlju, naslednje leto pa je padel, skupaj s številnimi poljskimi in ogrskimi knezi, v slabo pripravljeni bitki pri Varni. Ta poraz je zapečatil usodo balkanskih Slovanov in približal turško nevarnost srednji Evropi.

## Vladavina Kazimirja IV. Andreja
Leta 1445 so poljski magnati ponudili izpraznjeni poljski prestol Kazimirju, a ta ponudbe pod njihovimi pogoji ni hotel sprejeti. Šele leta 1447 je krono sprejel, vendar brez pogojev. Litvanskemu plemstvu je dal, ne glede na vero in narodnost, enake pravice, kot jih je imela poljska šlahta. Z oblasti je odstranil Zbigniewa Oleśnickega in sestavil kraljevi svet iz predstavnikov mlajšega srednjega plemstva.

### Vojna s Tevtonskim viteškim redom (1454-66)
V Prusiji so se bogata mesta z nemškimi upravami (npr. Gdansk, Torunj, Elblag) začela upirati izkoriščevalski vlogi menihov-vitezov. V drugi četrtini 15. stoletja so pruski stanovi (plemstvo in mesta) ustanovili Prusko zvezo, ki se je pogajala s tevtonskimi vitezi predvsem glede dajatev. Preganjanje članov te zveze je  bil v glavnem vzrok za vstajo pruskih stanov leta 1454. Vstajniki so Kazimirja prosili za pomoč in zaščito.
Kazimir v konflikt ni hotel vplesti tudi Litve. Na razpolago je imel le vojaške enote poljskih vitezov, pospolite ruszenie. Izdal je t. i. "nieszawske privilegije", s katerimi je dal šlahti na račun magnatov nove pravice. V imenu krone se je obvezal, da ne bo oglašal splošne mobilizacije in nalagal novih davkov brez privolitve plemiških zborov, to je pokrajinskih sejmov. Nieszawski privilegiji so v času Kazimirjevih naslednikov na široko odprli pot k razvoju parlamentarizma.
S pristankom šlahte, da gredo v spopad z nemškimi vitezi, je Kazimir viteško državo formalno vključil v poljsko kraljevino, sklicujoč se na pravico poljske krone. Trinajstletna vojna (1454-66), ki je sledila, je potekala v mednarodnem okolju, ki ni bilo naklonjeno likvidaciji viteške države. Vojaške enote šlahte niso bile dovolj močne, da bi osvojile Prusijo, toda po drugem miru iz Torunja (1466) so morali nemški vitezi zahodno polovico svojega ozemlja vendarle prepustiti poljski kroni; to ozemlje je odtlej poznano kot Kronska ali Kraljeva Prusija. Poljska je tedaj dobila nazaj Gdansko Pomorjansko z vsemi njenimi pomembnimi dostopi do Baltiškega morja, skupaj s škofijo Warmia (Ermland). Veliki mojster viteškega reda je ostal gospodar ostalega ozemlja, a je moral priznati nadoblast Poljske-Litve. Svojo rezidenco je preselil v Kaliningrad. Poljska je tedaj segala od Baltiškega do Črnega morja.
Med ostalimi ozemlji, ki so bila med Kazimirjevim vladanjem vrnjena Poljski, velja omeniti šlezijski kneževini Oświęcim in Zator, ki sta mejo med Šlezijo in Malopoljsko pri Krakovu pomaknili nekoliko proti zahodu; med ozemlja kraljevine je bilo vključenih tudi nekaj pjastovskih ozemelj v Mazoviji.

### Ustoličenje Kazimirjevega sina Vladislava na češkem in ogrskem prestolu
Kazimir se ni dal pritegniti v katoliško koalicijo proti husitskemu češkemu kralju Juriju Podjebradskemu. S posredovanjem med njim, ogrskim kraljem Matijo Korvinom in cesarjem je dosegel, da je Jurij določil za svojega naslednika Kazimirjevega najstarejšega sina, princa Vladislava. Po Jurijevi smrti je tako češka skupščina leta 1471, sredi češko-ogrske vojne, izbrala Vladislava za češkega kralja. Matija Korvin se je odzval tako, da je z vojsko zasedel Šlezijo, Lužico in Moravsko. Smrt kralja Korvina (1490) je odprla Vladislavu pot tudi na ogrski prestol, ki mu ga je uspelo zasesti ob podpori magnatov, potem ko se je uveljavil proti kandidatu ogrskega plemstva, svojemu bratu Ivanu Albertu. Temu je v nadomestilo dal v upravo Šlezijo, ki pa je ostala, tako kot tudi Moravska, v češkem kraljestvu.

### Vojne na vzhodu
Leta 1480 je Kazimir obljubil kanu Zlate horde Ahmedu bin Küchüku pomoč pri pohodu na Moskvo. Ahmed Kazimirjeve pomoči ni dočakal in je odnehal z napadom.
Turki so leta 1484 zavzeli mesti Belgorod in Kilijo ob Črnem morju in s tem prekinili poljsko-litovsko trgovanje z vzhodom. Že pred tem so leta 1482 Krimski Tatari opustošili Kijev, prodrli naprej v Podolje in kršili litvansko mejo vse do leta 1487, ko jih je pri Kopersztynu mojstrsko premagal Kazimirov sin Ivan Albert.
Ostanki Zlate horde, nekdanji Kazimirjevi zavezniki, so v letih 1487-91 ogrožali vzhodno mejo in prodrli celo do Lublina, dokler končno niso bili premagani v bitki pri Zaslavju (historično mesto 20 km severozahodno od današnjega Minska). Od leta 1487 je potekalo tudi vojskovanje z Moskovsko veliko kneževino, ki je v letih 1492-94 zavzela ozemlja ob Oki in Ugri in okrog Vjatke.
Ob koncu vladanja Kazimirja IV. so Jagelonci vladali na ogromnem ozemlju kakih 1.300.000 km2, ki pa je bilo iz vseh strani ogroženo.

## Trije sinovi Kazimirja IV.
Ker je bil najstarejši Kazimirjev sin Vladislav (†1516) že od leta 1471 kralj Češke in od leta 1491 tudi kralj Ogrske, je v kraljevini Poljski očeta nasledil njegov drugi sin Ivan I. Albert (1492-1501) in v veliki kneževini Litvi njegov mlajši brat Aleksander. Deželi sta bili tako spet ločeni do Ivanove smrti, ko je tudi na Poljskem zavladal Aleksander (1501-06) in na sejmu v Mielniku razglasil Mielniško zvezo (ponovno razglasil personalno unijo Poljske in Litve). Ustava iz leta 1499 je prvič imenovala kombinirano monarhijo "republika" in jo proglasila za nedeljivo. Deželi sta ostali združeni tudi po Aleksandrovi smrti, ko je zavladal najmlajši izmed bratov, Sigismund I. Stari (1506-48).

### Neuspehi na vzhodu
Od leta 1492 so Krimski Tatari s pomočjo svojih gospodarjev, Osmanskih Turkov, plenili po Rdeči Ruteniji in Malopoljski. Ivan I. Albert, tudi suveren Moldavije, je leta 1497 za boj proti Turkom zbral zelo veliko vojsko, vendar z njo ni prišel do sovražnika, ker se je proti njemu obrnil njegov vazal in zaveznik, hospodar Moldavije Štefan Veliki. Ta je na nepojasnjen način dobil informacijo, da ga namerava Ivan zamenjati s svojim bratom Sigismundom. Ivanova vojska je ostala brez preskrbe in bila  hudo poražena v gozdovih severno od Suceave, med rekama Prut in Siret.
Poljski poraz na Moldavskem je opogumil moskovskega velikega kneza Ivana III., da je nadaljeval že v letih 1486-94 začeto osvajanje litvanskih ozemelj. V novi vojni 1500-03 je zavzel litvanska ozemlja ob Oki, Desni in srednjem Dnepru. Bojev so se udeleževali tudi Tatari, ki so podpirali zdaj to zdaj drugo stran, in vdirali tako na ozemlje Moskve kot Litve.
Tudi v času velikega kneza Vasilija III. je Moskva v letih 1507-08 in 1512-22 nadaljevala vojno proti Litvi. Čeprav je Poljska vojaško pomagala Litvi, so Rusi leta 1514 zavzeli Smolensk. Litvansko-poljska zmaga na reki Orši istega leta izgube ni mogla nadomestiti.

### Vojne s Tevtonskim viteškim redom (1519-25)
Zaveznik Moskve pa je bil od leta 1492 tudi cesar Maksimilijan I., ki se je imel za habsburškega dediča Ogrske in Češke. Na Jagelonce je pritiskal tako, da je ščuval Tevtonski viteški red k uporu in dosegel, da je veliki mojster Friderik Saksonski (1498-1510) odklonil prisego pokorščine poljskemu kralju, njegov naslednik Albrecht von Hohenzollern, bratranec brandenburškega volilnega kneza, pa je leta 1517 celo sklenil zavezništvo z Rusijo in se začel intenzivno oboroževati. Da bi prehitel Albrechtov napad, je Sigismund I. leta 1519 sam začel vojne operacije, ki so se po dveh letih končale s premirjem in leta 1525 s kompromisom: Poljska se je odpovedala popolni likvidaciji viteške države, Albrecht pa je poljskemu kralju prisegel vazalstvo. Po Lutrovem nagovarjanju je svoj red  sekulariziral in skupaj s svojimi podložniki prestopil v luteranstvo. Sigismund I. mu je (nečaku) podelil dedni knežji naslov, njegova kneževina pa je postala fevd kraljevine Poljske, poznan kot Knežja (ali Vojvodska) Prusija. To je bil prvi primer sklenitve sporazuma med katoliškim vladarjem in luteranskim knezom. V Evropi je bilo vse polno protestov, predvsem zaradi sekularizacije (formalno) papeževe fevdalne posesti. Nemško komorno sodišče je nad Albrechtom izreklo reichsacht (izključitv iz pravnega reda), ki pa je bil brez učinka, ker je kneževina ležala zunaj ozemlja Svetega rimskega cesarstva.

### Odnosi s Habsburžani
Leta 1515 je cesar Maksimilijan I. na Dunaju pripravil srečanje z obema Jageloncema, poljskim kraljem Sigismundom in Vladislavom, kraljem Češke in Ogrske. Obljubil jima je, da bo nehal podpirati Rusijo, v zameno pa je dobil nasledstveni sporazum o medsebojnem dedovanju v primeru izumrtja rodu po moški liniji. Sporazum so podkrepili z dvojno poroko Vladislavovih otrok, Ludvika in Ane, z Maksimilijanovima vnukoma.
Poljsko plemstvo je bilo v odnosu do Hasburžanov vse 16. stoletje razdeljeno: prohabsburški del magnatov in predstavnikov episkopata si je prizadevala za sodelovanje z Dunajem v vojni proti Turčiji, pozneje, v dobi voljenih kraljev, pa za prihod Habsburžanov na poljski prestol. Na nasprotni, protihabsburški  strani so bili politiki iz vrst šlahte in del velikašev, ki je Habsburžane povezoval s ponemčevanjem in je nasprotoval absolutističnim naklepom avstrijske dinastije; ta del ni želel izpostavljati Poljske v bojih s približajočimi se Turki in je skušal za vsako ceno ohraniti mir na južnih mejah države. Poljsko ozemlje so Turki kršili samo leta 1524, ko je Sulejman I. Veličastni, da bi ločil poljsko vojsko od ogrske, popeljal svojo vojsko skozi Malopoljsko. Za češko-ogrske Jagelonce pa je bilo usodno leto 1526, ko je v bitki pri Mohaču padel zadnji ogrski Jagelonec, Vladislavov sin Ludvik II. (1516-26) in sta Češka in Ogrska prišli v roke Maksimilijanovega vnuka, nemškega kralja Ferdinanda I. Leta 1533 je Poljska sklenila s Turčijo  "večni mir". To pa ni oviralo muslimanov, da iz ogrskih oporišč naslednjih 140 let ne bi ogrožali poljske južne meje.
Leta 1526 je Sigismund I. uspel med ozemlja kraljevine vključiti (kot zadnjo poljsko pokrajino) tudi Mazovijo, potem ko je tam umrl zadnji pjastovski knez.

## Razvoj poljskega parlamentarizma
Začetki poljskega parlamentarizma segajo v 13. in 14. stoletje, ko so v posameznih kneževinah prirejali zborovanja velikašev in šlahte. Po obnovi kraljestva so vladarji občasno sklicali tudi zbor na nivoju države sejm walny, kamor so vabili posvetne in cerkvene velikaše in včasih tudi predstavnike šlahte in mest. Koncem 14. stoletja so postajali takšni shodi, sejmi, pogostejši in so se največkrat, zaradi središčne lege, sestajali v Piotrkowu. Nanje so vabili tudi predstavnike deželnih pokrajinskih zborov, sejmikov. Razpravljali so o temah, ki jih je predlagal kralj, navadno o financah, zunanji politiki in zakonodaji. Občasno so zbori odigrali vlogo sodišča. Kraljeva Prusija je imela svoj sejm.
Od piotrkowskega sejma v letu 1493 dalje se je uveljavilo zasedanje v dveh posvetovalnih zbornicah: prva, senat, je nastala iz nekdanjega kraljevega sveta posvetnih in cerkvenih velikašev; drugo so sestavljali poslanci, po dva iz vsakega pokrajinskega zbora in nekaj predstavnikov mest, ki jih je povabil kralj.
Od zasedanja sejma v Mielniku (1501) je bil kralj obravnavan kot predsednik senata. Leta 1504 je sejm odvzel kralju pravico razdeljevanja kronskih posestev, ki so bila vir bogatenja magnatov, odtlej je bila to pristojnost sejma. Leta 1505 je sejm v Radomu izdal ustavo imenovano nihil novi, ki je prepovedovala kralju, da bi odločal o zakonih brez privolitve obeh zbornic. Ta ustava je tudi določala delovna področja in dolžnosti kraljevih uradnikov ter formalno uzakonila obstoj dvodomnega sejma.
Kralj Sigismund I. je skušal večkrat obiti sklepe sejma, kar je vodilo k zaostrovanju odnosov med kraljem, ki se je opiral na magnate, in srednjim plemstvom. Spor se je zaostril po králjevi poroki z italijansko princeso Bono Sfoza, ki je prevzela vajeti vladanja v svoje roke.  Prizadevala si je za krepitev kraljeve oblasti. Podeljevala je visoke naslove in iz novih velikašev ustanovila dvorno stranko. Bonini zaupniki in njihova pokroviteljica so bili vse bolj osovraženi pri večini šlahte in pri starih velikaših. Leta 1537 se je šlahta pri Lvovu zbrala za bojni pohod in prisilila kralja in kraljičine ljudi h kompromisu. Ker je ob tej priložnosti zbrana množica pojedla veliko kokoši, je dobil dogodek ironično poimenovanje "kokošja vojna".
Sicer pa je bil poljski sejm tisto prizorišče, kjer se je šlahta borila za izboljšanje svojega gospodarskega in političnega položaja na račun omejevanja pravic magnatov in krčenja kraljevih pristojnosti. Ta proces imenujejo tudi eksekucijsko gibanje
.
Kralj Sigismund I. je odobril načelo incompatibilitas (prepoved združevanja pomembnih služb v rokah pomembnih osebnosti) sicer pa se na prizadevanja šlahte ni kaj prida odzival.

## Vladavina Sigismunda II. Avgusta
Več posluha za dogovarjanja s šlahto je pokazal Sigismundov sin in naslednik, vzgojeni in dojemljivi Sigismund II. Avgust (1548-72), ki je prisluhnil šlahti in umiril debate v sejmu. Pokazalo pa se je, da je eksekucijsko gibanje neodločno in notranje razcepljeno in da ga hromijo bojazni, da bi spremembe prinesle koristi tudi konkurenčnemu meščanstvu in izboljšale usodo kmetov, ki so bili temelj plemiškega bogatenja.
Sejm je v letih 1562/63 sklenil, da morajo magnati vrniti državni zakladnici posestva, ki so jih dobili od kralja. Leta 1567 so četrtino dohodkov od kraljevih posesti namenili vzdrževanju stalne vojske, ki je tako dobila naziv "kvartna vojska"(wojsko kwarcíane). To je bilo pomembno, kajti politično vrenje v Livoniji je napovedovalo novo vojno.

### Vojna v Livoniji
Potem ko se je Albrecht von  Hohenzollern odločil za reformacijo (1525) in sekulariziral nekdanje posesti Tevtonskega viteškega reda v Prusiji, se je podoben proces odvil tudi v Livoniji (današnja Latvija in Estonija), kjer je gospodaril Viteški red mečenoscev, avtonomna veja Tevtonskega viteškega reda. S sekularizacijo je ozemlje razpadlo ne vrsto posameznih vladavin. Škof Rige je livonski red, livonske škofe, vazale in mesta povezal v Livonijsko konfederacijo, ki je svoje zadeve reševala na deželnem zboru v mestu Valka. Med njimi je bilo precej takšnih, ki so bili naklonjeni povezavi s Poljsko-Litvo, kar se je ujemalo tudi s prizadevanji slednje.
Po Livoniji pa je pogledoval tudi ruski car Ivan Grozni, ki se je odločil, da si bo, po zavzetju Kirmskega kanata (1552) in Astrahanskega kanata (1556), s katerima je svoji državi utrl pot do Črnega in Kaspijskega morja, izboril tudi dostop do Baltiškega morja. Leta 1558 je ruska vojska prodrla do obzidja Talina (Revala) in se za zimo vrnila domov. V naslednjih letih je vdore ponovila in avgusta 1560 v bitki pri vasi Ērģeme (blizu Valke) uničila vojsko vitezov in poljskih pomožnih čet. Livonska konfederacija je razpadla. Severni del Livonije (Estonijo) so zavzeli Švedi. Zadnji veliki mojster viteškega reda Gotthard von Kettler, ki je obvladoval Karelijo in Semigalijo, se je leta 1561 podredil Poljski-Litvi, za to pa dobil od poljskega kralja svobodo protestantske veroizpovedi.
V letih 1562-68 so se spopadi z Rusijo preselili na že dolgo sporno litvansko-rusko mejo. Rusi so leta 1562 zavzeli strateško pomembno mesto Polock in zasedli ozemlja do Zahodne Dvine. Leta 1564 pa sta poraz Rusov proti veliko manjši poljsko-litvanski vojski pri Uli severno od Čašnikov (20.000 : 5.000 mož) in takoj nato še poraz pri Orši zaustavila rusko napredovanje in občutno zamajala duševno stanje Ivana Groznega. Med tem je leta 1563 izbruhnila sedemletna nordijska vojna (ali vojna treh grbov, 1563-70), ki sta jo Švedska in Danska bojevali v glavnem v Skandinaviji in na Baltiškem morju in je le občasno pljusknila tudi v Livonijo.
Ob združitvi Poljske in Litve v tesneje povezano Lublinsko unijo (1569) najdemo tako Livonijo, razen njenega vzhodnega dela, ki je pod Rusijo, in švedske Estonije, znotraj meja na novo nastale unije.
Poljska Litva je bila v obdobju brezvladja, ki je sledilo smrti Sigismunda II. Avgusta (1572), popolnoma nesposobna za vojno in tako je Rusija do leta 1577 zavzela vso Livonijo, razen švedske Estonije. Ruse je pregnal in končal livonijsko vojno (1558-83) šele vojaško nadarjeni poljski kralj Štefan Báthory.

### Lublinska unija
Ohlapna povezava kraljevine Poljske in velike kneževine Litve preko osebe monarha je bila že dolgo časa predmet razprav v sejmu, posebno še, ker je bil Sigismund II. Avgust brez otrok in naslednika. Tesnejša povezava je bila ena od prioritet eksekucijskega gibanja. Vojna je potrebo po večji povezanosti še stopnjevala. Tudi litvanske bojarje so vse bolj mikale svoboščine, ki si jih je poljska šlahta že priborila; z reformami so litvansko zakonodajo že močno približali poljskemu vzoru. Do tesnejšega povezovanje pa so bili dolgo nezaupljivi litvanski magnati, ki so se bali, da bodo v Litvi izgubili svoj dominantni položaj. Nazadnje so spričo vojaške ogroženosti s strani Moskve tudi oni popustili.
Da bi združevanje pospešil, je kralj na svojo roko izdal dekret o vključitvi velikega dela litvanskih ozemelj, ki so mejila na Rusijo (Volinsko, Kijevsko in Podolsko pokrajino) v kraljevino.
Po dolgotrajnih pogajanjih, ki so trajala že od leta 1563, je sejm 1. julija 1569 v Lublinu sprejeli akt, ki je Poljsko in Litvo povezal v enotno državno skupnost. Skupni obema deloma skupnosti so bili: voljeni monarh, ki je bil obenem poljski kralj in litvanski veliki knez, dvodomni sejm, valuta ter zunanja in vojaška politika; v zgornjem domu sejma je bilo okrog 100 senatorjev in v spodnjem okrog 150 delegatov.
Vsak del skupnosti je imel svoje ministre, upravne urade, zakladnico, sodni aparat in vojsko. Za mesto zasedanja sejma so določili Varšavo, kamor so imeli poslanci iz Litve bliže kakor v Krakov. Ozemlje kraljevine se je močno povečalo na račun ozemlja velike kneževine; poleg matičnih poljskih pokrajin (Velikopoljska s Kujavijo, Malopoljska, Mazovija) in Kraljeve Prusije so ji sedaj pripadale še nekdanje litvanske vzhodnoslovanske pokrajine, Volinija, Podolija in Kijevska pokrajina. Livonija je nekako pripadala obema. Velika kneževina in dolžina njene meje z Rusijo sta se s tem močno zmanjšali.
Novo skupnost so poimenovali "republika"; ta termin v šestnajstem stoletju ni pomenil republikanske oblike vladanja, marveč državno skupnost. Združitev je Litvi dolgoročno prinesla polonizacijo; litvansko plemstvo je začelo sprejemati način življenja poljske šlahte. Poljski kmet pa, ki se je preselil iz gosto naseljenega poljskega ozemlja v prostrane vzhodnoslovanske dežele, je prevzel običaje in pogosto tudi jezik in vero tamkajšnjega prebivalstva. Litovski jezik se je kot knjižni ohranil le v verskem tisku, medtem ko je rutenski jezik ostal še dolgo uradni jezik v Litvi.

## Nepolitične teme

### Verska vprašanja
Lutrovi nauki so se kaj hitro razširili na Poljsko, zlasti na območje z veliko nemškega prebivalstva, Pomorjansko, Prusijo in Velikopoljsko. Sigismund I. se je odzval hitro in je že leta 1520 z ediktom prepovedal širjenje vsake luteranske ideologije in celo potovanja v središča luteranstva; to si je z malo uspeha prizadeval vse do leta 1543. Nov zagon so protestantska gibanja dobila po letu 1552, ko je sejm odpravil sekularne eksekucije na osnovi cerkvenih obsodb. Odtlej je bila naslednjih 130 let Poljska edina dežela v Evropi, v kateri ni bilo verskega preganjanja.
Luteranstvo in kalvinizem sta prevladala v Prusiji in v mestih zahodne Velikopoljske. Prisotne pa so bile tudi druge protestantske ločine: anabaptisti, uniati, husitski češki bratje. Leta 1570 so se z dogovorom v Sandomierzu luteranska, kalvinistična in husitska vera konsolidirale, a so se zaradi dogmatskih razlik kmalu spet ločile. Dogovor v Varšavi je leta 1573 odvzel katoliški cerkvi dominanten položaj in vpeljal ustavno enakopravnost vseh verstev; to je bila prva uzakonitev popolne verske tolerance v Evropi.
V letih 1562-65 so se na Poljskem pojavili tudi arijanci. Pod vodstvom Laeliusa Socinusa (*1525, †1562) in Faustusa Socinusa (*1539, †1604) so si prizadevali za racionalno sekularizacijo verskega življenja in za radikalne spremembami v družbi, vključno z osvoboditvijo kmetstva.
Verska svoboda je pritegnila veliko Judov. Že od trinajstega stoletja naprej so imeli Judje na Poljskem neprimerno več svobode kot v drugih evropskih deželah in so se zato neprestano priseljevali ter veliko prispevali k razvoju in blagostanju države. Privilegij iz leta 1532 jim je dovoljeval trgovati po vsem kraljestvu. V drugi polovici 16. stoletja je bilo v Republiki že več kot 150.000 Judov, t. j. več kot v vsej ostali Evropi. Veliko se jih je naselilo zlasti na obmejnih območjih, kjer so vodili podjetja poljsko-litavskih magnatov.

### Gospodarske spremembe in položaj kmeta
Odkritje Amerike, ki je evropski Zahod vzpodbudilo k razvoju modernih manufaktur in industrijskih podjetij, je pridelavo hrane prepustilo Vzhodu in tam sprožilo nov val fevdalizacije. Gdansk je postal glavno izvozno pristanišče za žito, povečala pa se je tudi domača poraba. Cene hrane so poskočile; skozi vse 16. stoletje so Poljski-Litvi omogočale dobre dohodke od poljedelstva in gozdov. Z zahoda so uvažali industrijske izdelke ter luksuzno blago in tkanine.
Plemstvo je večalo svoja zemljišča na račun kmetov, ki jih je odrivalo na manj kvalitetna zemljišča. Hkrati je povečevalo kmetove obveznosti, tlako in dajatve. Ustave iz začetka 16. stoletja so vse bolj omejevale osebno svobodo kmetov in krepile sodno oblast graščakov nad podložniki. Vendar je bil kmet sprva soudeležen pri koristih konjunkture, zato v 16. stoletju ni prihajalo do množičnih protifevdalnih vstaj.
Sejm je bil v 16. stoletju kovačnica protikmečkih in protimeščanskih zakonov. Kljub temu so se mesta hitro razvijala. Skupščinski zakoni konjunkture niso mogli zavreti. Porajale so se številne plemiško-meščanske družbe. Največja mest so bila poleg Gdanska Krakov, Poznań, Lvov, Varšava, Toruń, Elbląg. Veliko novih mest je bilo ustanovljenih v vzhodnih obmejnih območjih.
Samó plemstvo je  imelo polne državljanske pravice. V šlahto se je prištevalo zelo veliko (kar 10 %) prebivalstva, vendar je bilo veliko malih plemičev povsem brez imetja in zato brez pravice do vodenja podjetij in sodelovanja v predstavništvih.

### Kultura in umetnost
Moderna poljska literatura se začenja v 16. stoletju. Poljski jezik je dotlej že toliko dozorel, da so ga lahko uporabljale vse skupine izobražencev. Začeli so ga uporabljati v upravi, zakonodaji, cerkvi in znanosti, ponekod še skupaj z latinščino.
Prve poljske knjige so bile natisnjene v letih 1514-24. Umetnost tiskanja knjig se je širila vzporedno s splošno šolsko izobrazbo. Mladi Poljaki so študirali na velikih tujih univerzah, predvsem v Padovi, Boloniji in Sorboni, kakor tudi na protestantskih univerzah v Wittenbergu, Leipzigu, Tübingenu in Baslu. Astronomski oddelek na krakovski univerzi je postal znan po Nikolaju Koperniku (1473-1543) in njegovem delu o gibanju planetov.
Renesansa in humanizem, ki sta pustila na duhovnem in intelektualnem življenju Poljske globok in trajen pečat, sta v drugi polovici 16. stoletja začela dobivati poseben vzhodnjaški pridih. Sigismund I., ki je dal zgraditi obstoječi renesančni grad Vavel, in njegov sin Sigismund II. Avgust sta se obdajala z ustvarjalno in umetniško elito. Njunemu vzoru mecenstva je sledila cerkvena in posvetna gospoda in patriciji v velikih mestih.

## Interregnum. Volitve novega kralja
Po smrti Sigismunda II. Avgusta (1572) je nastalo daljše brezvladje, ker način volitev novega kralja z lublinsko ustavo ni bil določen. Januarja 1573 je sejm sklenil, da bodo na volitvah sodelovali lahko vsi plemiči, ki bodo na zasedanju osebno prisotni.
Volilni sejm je zasedal od aprila in je 9. maja 1573 med petimi kandidati izbral za novega kralja francoskega princa Henrika Valoisa, za katerega se je zdelo, da lahko Poljski ponudi največ. Pred nastopom položaja je moral podpisati dva dokumenta: t. i. Henrikove člene in dokument pacta conventa.
Henrikovi členi so bili pogodba med "poljskim narodom" (šlahto) in novoizvoljenim kraljem. Med 18-timi členi so bile tudi tele določbe: položaj izvoljenega kralja ni deden; kraljevo poroko mora odobriti sejm; sejm mora odobriti razpis davkov, sklicanje vojske vitezov (pospolite ruszenie), sklenitev miru; kralj mora zagotavljati stalno vojsko (wojsko kwarcíane), versko svobodo; kralj mora sejm sklicati vsaki dve leti, v vmesnem času pa mu svetujejo in ga nadzorujejo izmenoma (na pol leta) po štirje senatorji izmed šestnajstih izvoljenih; v primeru da se izkaže, da kralj ni spoštoval zakonov ali privilegijev šlahte, je šlahta odvezana poslušnosti kralju in se mu sme upreti (rokosz).
Henrikove člene je moral podpisati vsak naslednji izvoljeni kralj do leta 1791; dobili so značaj ustavnega zakona Poljske-Litve. Vsak kralj je moral podpisati tudi dokument pacta conventa, v katerem pa so bila določila, ki so bila prilagojena vsakemu kralju posebej.
S Henrikovimi členi je šlahta dokončala proces prevzemanja oblasti v svoje roke. Za Poljsko kot državo so bili pogubni: volitve novega kralja so se spremenile v trgovanje, pri katerem je hotela šlahta zase iztržiti čim več.
Henrik Valois je bil izvoljen za kralja 9. maja 1573. 30. maja 1574 je umrl njegov starejši brat, francoski kralj Karel IX. Neke noči je Henrik na skrivaj zapustil svojo poljsko rezidenco. Februarja 1575 je bil v reimski katedrali kronan za francoskega kralja Henrika III. Istega leta je poljski sejm za poljskega kralja izvolil sposobnega sedmograškega plemiča, nadarjenega vojskovodjo Štefana Báthoryja, ki je zavladal kot sokralj ob 52-letni poljski kraljici Ani Jagelonski, hčerki Sigismunda I., s katero se je poročil.